# Брейнтри (Эссекс)
Брейнтри — город в Эссексе, Англия. Основной населённый пункт района Брейнтри, он расположен в 16 км северо-восточнее Челмсфорда и в 24 км к западу от Колчестера. Согласно переписи населения 2011 года, в городе проживало 41634 жителя, тогда как в городском районе, в который входят Большой Нотли, Рейн и Хай-Гаррет, проживало 53 477 жителей.
Брейнтри развивался по соседству с несколькими окрестными населенными пунктами. Собственно Брейнтри лежит на реке Брейн и южнее Стейт-стрит, римской дороги от Брахинга к Колчестеру, тогда как Бокинг лежит на реке Блекуотер и к северу от дороги. Их иногда называют вместе Брейнтри и Бокинг и 1 апреля 1934 они образовали гражданский приход с таким названием, однако в настоящий момент церковный приход здесь отсутствует.
В честь Брейнтри были названы города Брейнтри, штат Массачусетс, и Брейнтри, штат Вермонт, в США.

## Этимология
Происхождение названия неясно. Брейнтри также называли Brantry и Branchetreu в Книге Страшного Суда. Другую вариацию можно увидеть в различных средневековых латинских юридических записях, где она выглядит как «Branktre». Во многих ранних американских колониальных документах его называют Бранктри.
Одна из теорий заключается в том, что оригинальное название означало «дерево Бранока» (Branoc’s tree). Другая теория состоит в том, что название происходит от поселения Рейн, которое пережило расцвет в норманнские времена. Третья теория состоит в том, что название означает «поселение у реки Бран или Брейнт». Название «Брейнт» хорошо известно как название рек в Великобритании; река с таким названием есть в Англси, и можно предположить, что так же могла называться река Блэкуотер в досаксонские времена; хотя кельтское название «Бран» также широко используется в названиях рек, а суффикс tre — распространенный суффикс кельтского происхождения, широко встречается в Уэльсе и Корнуолле, но также отмечается в других названиях городов, таких как Давентри, означая первоначально ферму или поселение, а затем и город. 

## История

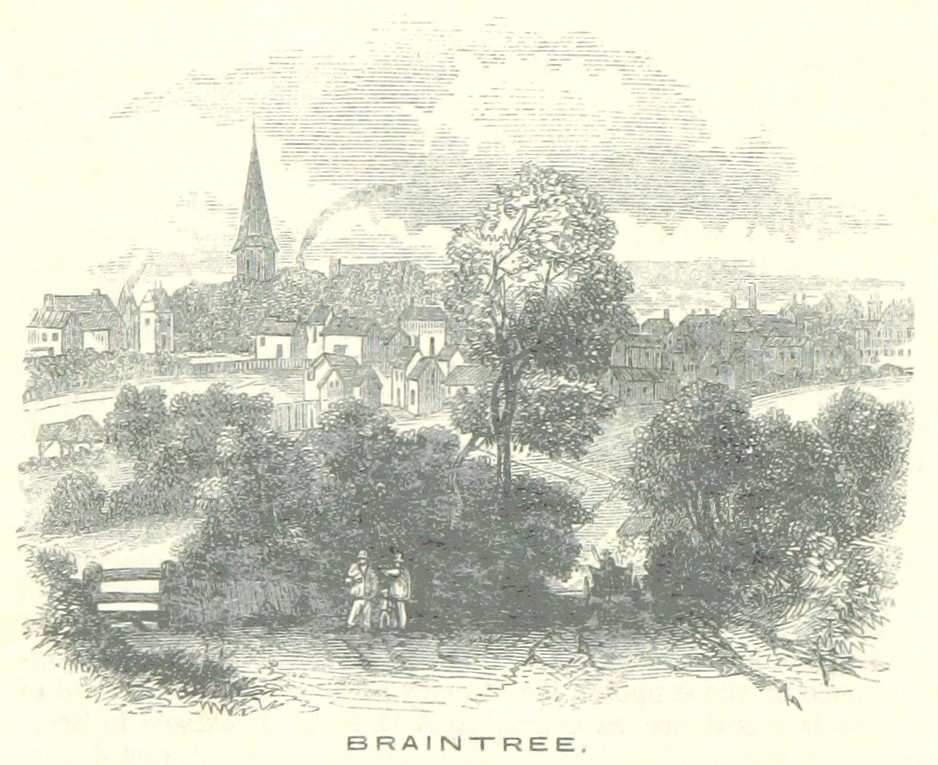
Общий вид Брейнтри в 1851 году.

Брейнтри возник более 4000 лет назад как небольшое село. Люди в период бронзового и железного века строили дома в нижней части современного города, в долине реки Брейн. Позже эта территория была заселена саксами, которые оккупировали город после ухода римлян и назвали римскую дорогу Стейн-стрит (то есть каменной дорогой), как она до сих пор и называется.

### Римское нашествие
Когда римляне вторглись в Британию, они построили две дороги; на стыке этих дорог возникло поселение, которое впоследствии было заброшено, когда римляне покинули Британию. Город упомянут в Книге Страшного Суда 1086 года, где его назвали Branchetreu, и занимал в тот период 30 акров (12 га) во владении Ричарда, сына графа Гилберта. Паломники использовали город как остановку, в результате чего город вырос и получил от епископа Лондона (англ.) статус рыночного города (англ.) в 1190 году.

### Торговля фламандским сукном
Ещё в XIV веке Брейнтри перерабатывал и изготавливал шерстяную ткань, которой активно торговал до конца XIX века. Город процветал с XVII века, когда фламандские иммигранты прославили город своей торговлей шерстяными тканями. Они улучшили местные методы производства, и основные рынки для производства в районе Брейнтри находились преимущественно за рубежом, особенно в Испании или Португалии. В 1665 г. эпидемия чумы погубила 865 человек, когда население города составляло всего лишь 2300 человек.

### Производство шёлка
Торговля шерстью угасла в начале XIX века, и Брейнтри стал центром производства шёлка, когда Джордж Курто (англ.) открыл в городе шёлковую мастерскую (англ.). За ним последовали другие, в том числе Warner & Sons (англ.). В конце XIX века Брейнтри был процветающим сельскохозяйственным и текстильным городом, и ему было выгодно железнодорожное сообщение с Лондоном. Богатая семья Курто имела сильное влияние в городе, поддерживая планы многих общественных зданий, таких как ратуша и скверы, созданные в 1888 году. О влиянии города на текстильную ткацкую промышленность вспоминают сегодня в Текстильном архиве Уорнера (англ.) и в музее Брейнтри.